# Metilnaltrexonă
Metilnaltrexona (cu denumirea comercială Relistor, utilizată sub formă de bromură de metilnaltrexonă) este un medicament ce acționează ca antagonist al receptorilor opioizi μ, fiind utilizat în tratamentul constipației induse de opioide. Căile de administrare disponibile sunt orală, subcutanată și intravenoasă.

## Utilizări medicale
Metilnaltrexona este indicată pentru tratamentul constipației induse de opioide, în cazurile în care răspunsul la
tratamentul laxativ nu este suficient, la pacienți adulți.

## Mecanism de acțiune
Bromura de metilnaltrexonă este un compus de amoniu cuaternar, ceea ce înseamnă că nu poate trece bariera hematoencefalică. Astfel, își manifestă efectul de antagonist al receptorilor opioizi μ, reducând efectele adverse manifestate de opioide în afara sistemul nervos central (constipația, în principal), dar fără să
influențeze efectele analgezice asupra sistemului nervos central.